# Карабах
Карабах (на азербайджански: Qarabağ; на арменски: Ղարաբաղ) е историко-георгарфски регион, разположен в Южна Армения и Югозападен Азербайджан, простиращ се от високите части на Малък Кавказ до низините между реките Кура и Аракс.
Условно Карабах е разделен на три района – Планински Карабах (исторически Арцах, заемащ по-голямата част от днешен Нагорни Карабах), Равнинен Карабах (заемащ степите между реките Кура и Аракс) и Зангезур (заемащ източните склонове на едноименната планина).

## Етимология
Името Карабах се състои от две думи „kara“ и „bagh“, които са от тюркски и персийски произход и буквално означават „черна градина“. Първоначално се появява в грузински и персийски източници от 13 и 14 век. С названието „карабах“ се наричат и вид шарени килими, произведени първо в този район.

## География
Карабах е регион без излаз на море, разположен в Южна Армения и югозападен Азербайджан. Понастоящем регионът няма официално обозначени граници. В исторически план максималният обхват на границите на региона датират от 18 век, когато Карабахското ханство се е простирало от планината Зангезур на запад, следвайки на изток по река Аракс до точката, където се среща с река Кура в Куро-Аракската низина. Следвайки река Кура на север, Карабах се простира до днешния язовир Мингачевир преди да се обърне обратно към хребета Зангезур през планината Муров. Когато не се говори за територията, обхваната от историческото Карабахското ханство, така описаните северни райони често се изключват (съвременните Горанбойски и Евлахски район). Също така по време на Руската империя източните низини, където се срещат реките Кура и Аракс (предимно съвременния Имишлински район) са изключени от състава на Карабах, макар че на повечето карти на региона от преди създаването на Елисаветополската губерния те са част от него.
| Зангезур                                                                                            | Планински Карабах | Равнинен Карабах |
| --------------------------------------------------------------------------------------------------- | --- | --- |
| | | |
| Армения: - Сюник Спорни райони: - Лачински рйаон, Кубатлиснки, Зенгилански район - Кашатагски район | Спорни райони: - Келбеджерски район, Тертерски район, Ходжалийски райо, Хакенди, Агдамски район, Шушински район, Ходжавендски район, Джебраилски район, Физулски район - Шаумянски район, Мартакертски район, Аскерански район, Шушински район, Мартунински район, Хадрутски район | Азербайджан: - Бардински район, Агджабедински район, Бейлагански район. - исторически е влизал и Имишлийският район и малка част от днешните Саатлийски и Сабирабадски район. |